# Gerald Emmett Carter
Gerald Emmett Carter (1912–2003) là một Hồng y người Canada của Giáo hội Công giáo Rôma. Ông từng đảm nhận vai trò Hồng y Đẳng Linh mục Nhà thờ S. Maria in Traspontina, Tổng giám mục đô thành Tổng giáo phận Toronto trong suốt 12 năm, từ năm 1978 đến năm 1990.
Vốn là một giáo sĩ trong vai trò lãnh đạo giáo hội địa phương, ông từng đảm trách nhiều vai trò khác nhau trước khi tiến đến trở thành Tổng giám mục đô thành Toronto, như: giám mục phụ tá Giáo phận London (1961–1964), giám mục chính tòa Giáo phận London (1964–1978). Ngoài lãnh đạo các giáo phận được bổ nhiệm, ông còn đảm nhận vị trí quan trong tại Hội đồng giám mục quốc gia như: Chủ tịch Hội đồng Giám mục Canada (1975–1977). Ông được vinh thăng Hồng y ngày 30 tháng 6 năm 1979, bởi Giáo hoàng Gioan Phaolô II.

## Tiểu sử
Hồng y Gerald Emmett Carter sinh ngày 1 tháng 3 năm 1912 tại Montréal, Canada. Sau quá trình tu học dài hạn tại các cơ sở chủng viện theo quy định của Giáo luật, ngày 22 tháng 5 năm 1937, Phó tế Carter, 25 tuổi, tiến đến việc được truyền chức linh mục. Cử hành nghi thức truyền chức cho tân linh mục là giám mục Alphonse Emmanuel Deschamps, giám mục phụ tá Tổng giáo phận Montréal, Québec. Tân linh mục đồng thời cũng là thành viên linh mục đoàn Tổng giáo phận Montréal, Québec.
Sau 24 năm thi hành các công việc mục vụ với thẩm quyền và cương vị của một linh mục, ngày 1 tháng 12 năm 1961, Tòa Thánh loan tin Giáo hoàng đã quyết định tuyển chọn linh mục Gerald Emmett Carter, 49 tuổi, gia nhập Giám mục đoàn Công giáo Hoàn vũ, với vị trí được bổ nhiệm là giám mục phụ tá Giáo phận London, Ontario và danh nghĩa Giám mục Hiệu tòa Altiburus. Lễ tấn phong cho vị giám mục tân cử được tổ chức sau đó vào ngày 2 tháng 2 năm 1962, với phần nghi thức chính yếu được cử hành cách trọng thể bởi 3 giáo sĩ cấp cao, gồm chủ phong là Hồng y Paul-Émile Léger, P.S.S., Tổng giám mục đô thành Tổng giáo phận Montréal, Québec; hai vị giáo sĩ còn lại, với vai trò phụ phong, gồm có giám mục John Christopher Cody, giám mục chính tòa Giáo phận London và Giám mục Alexander Carter, giám mục chính tòa Giáo phận Sault Sainte Marie, Ontario. Tân giám mục chọn cho mình khẩu hiệu PAX ET LUX.
Sau ba năm được chọn làm giám mục, ông được Tòa Thánh bổ nhiệm chức vụ mới tại Giáo phận London, Canda. Cụ thể, ông được bổ nhiệm làm giám mục chính tòa giáo phận này. Thông tin về việc bổ nhiệm này được Tòa Thánh công bố cách rộng rãi vào ngày 17 tháng 2 năm 1964. Tân giám mục chính tòa bắt đầu nhận sứ vụ của mình bằng việc cử hành các nghi thức vào ngảy 12 tháng 3 cùng năm.
Sau khoảng thời gian 14 năm được bổ nhiệm làm giám mục chính tòa, Giám mục Carter được Tòa Thánh thăng Tổng giám mục, qua việc bổ nhiệm giám mục này làm Tổng giám mục đô thành Tổng giáo phận Toronto, Ontario. Thông báo về việc bổ nhiệm này được công bố cách rộng rãi vào ngày 27 tháng 4 năm 1978. Tân Tổng giám mục đã đến cử hành các nghi thức nhận giáo phận sau đó vào ngày 5 tháng 6 cùng năm.
Bằng việc tổ chức công nghị Hồng y năm 1979 được cử hành chính thức vào ngày 30 tháng 6, Giáo hoàng Gioan Phaolô II đưa ra quyết định vinh thăng Tổng giám mục Gerald Emmett Carter tước vị danh dự của Giáo hội Công giáo, Hồng y. Tân Hồng y thuộc Đẳng Hồng y Linh mục và Nhà thờ Hiệu tòa được chỉ định là Nhà thờ S. Maria in Traspontina.
Ngày 17 tháng 3 năm 1990 Tòa Thánh chấp thuận đơn hồi hưu của ông, vì lý do tuổi tác, theo Giáo luật. Ông qua đời ngày 6 tháng 4 năm 2003, thọ 91 tuổi.